# ريبيكا تايلور
ريبيكا تايلور (بالإنجليزية: Rebecca Taylor)‏ هي مصممة أزياء نيوزيلندية، ولدت في 5 سبتمبر 1969.